# Kunzea cambagei
Kunzea cambagei är en myrtenväxtart som beskrevs av Joseph Henry Maiden och Ernst Betche. Kunzea cambagei ingår i släktet Kunzea och familjen myrtenväxter. Inga underarter finns listade i Catalogue of Life.